# Paloda dentifera
Paloda dentifera är en fjärilsart som beskrevs av Walker 1861. Paloda dentifera ingår i släktet Paloda och familjen Uraniidae. Inga underarter finns listade i Catalogue of Life.